# Dendropsophus xapuriensis
Dendropsophus xapuriensis é uma espécie de anfíbio da família Hylidae.
Pode ser encontrada nos seguintes países: Brasil, possivelmente Bolívia e possivelmente em Peru.
Os seus habitats naturais são: campos de gramíneas de baixa altitude subtropicais ou tropicais sazonalmente húmidos ou inundados, marismas intermitentes de água doce, plantações, jardins rurais, florestas secundárias altamente degradadas e áreas agrícolas temporariamente alagadas.